# ハダシの未来/言葉より大切なもの
『ハダシの未来/言葉より大切なもの』（ハダシのみらい/ことばよりたいせつなもの）は、日本の男性アイドルグループ・嵐の通算11枚目となるシングル。2003年9月3日にジェイ・ストームから発売された。

## 概要
『SUNRISE日本/HORIZON』以来の2枚目の両A面シングルである。
「ハダシの未来」は、メンバー全員出演のコカ・コーラCM曲で、嵐の曲では珍しく、スタンドマイクを用い、コンサートではサビの振り付けを一緒にする演出がなされている。
「言葉より大切なもの」は、メンバーの二宮和也主演ドラマ『Stand Up!!』主題歌で、櫻井翔がA面シングルで初めてラップ詞を手がけた曲である。二宮和也が2009年開催「ARASHI Anniversary Tour 5×10」にてソロで歌った。
「ハダシの未来」「言葉より大切なもの」ともPVの監督は、佐藤徹也。

## 収録曲
1. ハダシの未来 [4:42]
作詞・作曲：宮崎歩、編曲：CHOKKAKU
  - 嵐出演 コカ・コーラ「2003 No Reason コカ・コーラ」キャンペーンソング[2]

また、歌詞にザ コカ・コーラ カンパニーの当時のキャッチコピー「No Reason」という言葉が出てくる。
PVはホテルのロビーや部屋・浴槽などを使って撮影された。本来は海辺で撮影を行うはずだったが、撮影当日に雨が降り撮影を行えなかったため、急遽ホテルに変更された。
作詞・作曲を手掛けた宮崎歩は俳優の志尊淳の叔父である。
2015年開催の「ARASHI BLAST in Miyagi」では「お祭りver.」として披露された。
2. 言葉より大切なもの [4:04]
作詞：TAKESHI、Rap詞：櫻井翔、作曲：飯田建彦、編曲：石塚知生
  - 二宮和也主演 TBS系金曜ドラマ『Stand Up!!』主題歌
  - テレビ東京系『有吉ぃぃeeeee!そうだ!今からお前んチでゲームしない?』2021年1月度エンディングテーマ[3]

嵐のシングルで初めて櫻井のラップ詞が起用された。
3. ハダシの未来（オリジナル・カラオケ）
4. 言葉より大切なもの（オリジナル・カラオケ）
曲終了後、シークレットトークを収録。

## 収録アルバム
- いざッ、Now（#1, 2）
- 5×5 THE BEST SELECTION OF 2002←2004（#1, 2）
- 5×10 All the BEST! 1999-2009（#1, 2）
- 5×20 All the BEST!! 1999-2019（#1, 2）

## 映像作品
ハダシの未来
- How's it going? SUMMER CONCERT 2003
- 2004 嵐!いざッ、Now Tour!!
- ARASHI AROUND ASIA Thailand-Taiwan-Korea
- ARASHI AROUND ASIA+ in DOME
- SUMMER TOUR 2007 FINAL Time -コトバノチカラ-
- ARASHI AROUND ASIA 2008 in TOKYO
- ARASHI Anniversary Tour 5×10
- ARASHI 10-11 TOUR "Scene"〜君と僕の見ている風景〜 STADIUM
- ARASHI 10-11 TOUR "Scene"〜君と僕の見ている風景〜 DOME+
- ARASHI LIVE TOUR Beautiful World
- ARASHI アラフェス NATIONAL STADIUM 2012
- ARASHI BLAST in Hawaii
- ARASHI LIVE TOUR 2014 THE DIGITALIAN
- ARASHI BLAST in Miyagi
- ARASHI LIVE TOUR 2015 Japonism
- ARASHI LIVE TOUR 2017-2018 「untitled」
- ARASHI Anniversary Tour 5×20

言葉より大切なもの
- How's it going? SUMMER CONCERT 2003
- 2004 嵐!いざッ、Now Tour!!
- ARASHI AROUND ASIA Thailand-Taiwan-Korea
- ARASHI AROUND ASIA+ in DOME
- SUMMER TOUR 2007 FINAL Time -コトバノチカラ-
- ARASHI AROUND ASIA 2008 in TOKYO
- ARASHI Anniversary Tour 5×10
- ARASHI 10-11 TOUR "Scene"〜君と僕の見ている風景〜 STADIUM
- ARASHI 10-11 TOUR "Scene"〜君と僕の見ている風景〜 DOME+
- ARASHI LIVE TOUR Beautiful World
- ARASHI アラフェス NATIONAL STADIUM 2012
- ARASHI Live Tour 2013 “LOVE”
- ARASHI LIVE TOUR 2014 THE DIGITALIAN
- ARASHI BLAST in Miyagi
- ARASHI LIVE TOUR 2016-2017 Are You Happy?
- ARASHI Anniversary Tour 5×20
- アラフェス2020 at 国立競技場
- This is 嵐 LIVE 2020.12.31